# André Stachowiak
André Stachowiak (* 26. Dezember 1970 in Duisburg) ist ein deutscher Fußballschiedsrichter.

## Leben
Stachowiak ist Laborleiter bei der Qualitätssicherung. Er lebt in Duisburg, ist verheiratet und hat eine Tochter.
Stachowiak, Mitglied des MTV Union Hamborn, war von 1999 bis 2008 DFB-Schiedsrichter und leitete seit 2001 Partien in der 2. Bundesliga, wo er Ende der Saison 2006/07 47 Spiele gepfiffen hatte. In der 1. Bundesliga gehörte er als Assistent zum Gespann von Lutz Wagner.
Internationale Einsätze hatte Stachowiak bisher beim U-20-Länderspiel zwischen Deutschland und Frankreich sowie jeweils als vierter Offizieller bei den A-Länderspielen zwischen Deutschland und Kolumbien am 2. Juni 2006, dem letzten Testspiel der deutschen Mannschaft vor der WM, am 4. Juni 2006 beim Testspiel Türkei gegen Mazedonien sowie am 28. März 2007 beim Spiel zwischen Deutschland und Dänemark in seiner Heimatstadt Duisburg.
Seit 2008 ist Stachowiak als Schiedsrichter-Beobachter tätig. Für den DFB beobachtet er Schiedsrichter in der Regionalliga, Junioren-Bundesliga und Frauen-Bundesliga.